# Notocactus horstii
Notocactus horstii là một loài thực vật có hoa trong họ Cactaceae. Loài này được (F. Ritter) K. Herm mô tả khoa học đầu tiên năm 1993.